# Berg ob Arriach
Berg ob Arriach je naselje v Občini Arije v Okraju Beljak-dežela na Koroškem v Avstriji.